# Liautaud Ethéart
Liautaud Ethéart (1826-1888) est un dramaturge, essayiste et homme politique haïtien.

## Biographie
Liautaud Ethéart est né en 1826 à Port-au-Prince. 
Il publie des drames patriotiques à travers ses romans historiques et ses pièces de théâtre.
En 1860, pour la première représentation de sa pièce en trois actes de La fille de l’empereur, qui met en scène Jean-Jacques Dessalines et sa fille Célimène, les ministres de l'empereur d'Haïti, Faustin 1er, font un rapprochement avec la fille, Célita Soulouque, de leur empereur Faustin Soulouque. Liautaud Ethéart n’a pas le droit de jouer sa pièce de théâtre.
En 1879, il devient secrétaire d'État sous la présidence de Pierre Théoma Boisrond-Canal.

## Œuvres

### 1857
- Deux étudiants, farce-vaudeville en 2 actes.
- Le Monde de chez nous, comédie en 5 actes, et en vers.
- Essais dramatiques de Liautaud Ethéart. 2e série.
- Binettes de classiques, ou la Poche d'un paletot, vaudeville en 2 actes.
- Faute d'un habit, monologue en 1 acte et en vers

### 1858
- Miscellanées

### 1860
- Essais dramatiques de Liautaud Ethéart. 3e série.
- La Fille de l'empereur, drame historique en 3 actes.
- Un duel sous Blanchelande, drame historique en 4 actes

### 1882
- Le gouvernement de Boisrond Canal : la France et l'emprunt de 1875.